# Place de Clichy
Koordinaten: 48° 53′ N, 2° 20′ O
Die Place de Clichy (auch nur Place Clichy genannt) ist ein Platz im Nordwesten der französischen Hauptstadt Paris.
Sie ist eine von nur zwei Stellen in der Stadt, an der vier Arrondissements zusammentreffen: das 8., 9., 17. und 18. Arrondissement. In der Nähe liegen die Place Pigalle, der Friedhof Montmartre und der Bahnhof Saint-Lazare.

## Lage und Zugang
An dem belebten Platz kreuzen sich die vom Boulevard périphérique (Porte de Saint-Ouen und Porte de Clichy) ins Stadtzentrum und von der Place Charles de Gaulle ins Pigalle-Viertel führenden Straßen.
Unter der Place de Clichy treffen in der gleichnamigen Station die Métro-Linien 2 und 13 aufeinander. Der Platz wird von den Buslinien 30, 54, 68, 74, 80, 81 und 95 sowie den Nachtbuslinien 01, 02, 15 und 51 angefahren. Zudem gibt es eine Taxistation.
Zwischen 2008 und 2010 wurde der Platz mit Fußgängerzone, Radwegen und neuen Bäumen neu gestaltet.

## Namensursprung
An der Stadtmauer Mur des Fermiers généraux befand sich ehemals das Stadttor Barrière de Clichy, durch das der Weg zum Dorf Clichy führte.

## Geschichte

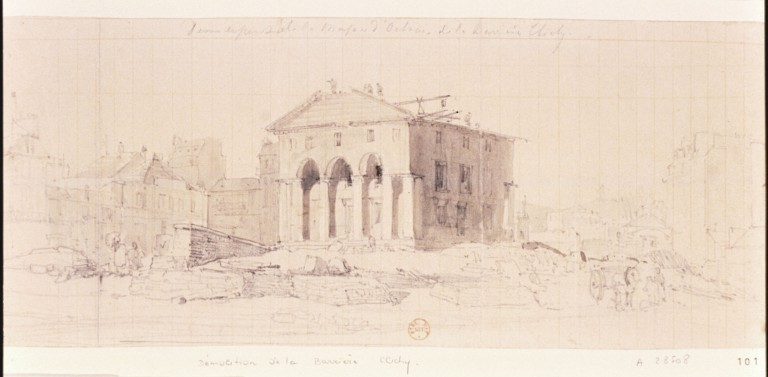
Abriss des Zollhauses am Stadttor Barrière de Clichy (1860)

Die Place de Clichy entstand nach der Französischen Revolution an der damaligen Stadtgrenze zwischen Paris und Clichy. Die Stelle gehörte zur ehemaligen Gemeinde Batignolles und wurde von 1789 bis 1814 «Place» und «Barrière de Clichy» genannt. 1793 wurde der Platz auf dem Gelände der ehemaligen Gebäude der Barrière de Clichy errichtet, die 1793 in «Barrière Fructidor» umbenannt worden waren.
Am 30. März 1814 verteidigte General Bon-Adrien-Jeannot de Moncey an der Place de Clichy Paris ohne Erfolg gegen russische Einheiten, die im Rahmen der Befreiungskriege angriffen.
Eine Besonderheit der Place de Clichy besteht darin, dass sie nicht städtebaulich geplant wurde, sodass die Fassaden am Platz im Unterschied zu vielen anderen Pariser Plätzen keinen homogenen Gesamteindruck bieten.
An der Stelle des Gebäudes mit der Hausnummer 16 stand einst das Haus, in dem der bretonische Schriftsteller Auguste de Villiers de L’Isle-Adam, einer der Begründer des französischen Symbolismus, zeitweise wohnte.

## Sehenswertes
In der Mitte des Platzes steht ein Denkmal, dessen Errichtung 1869 Napoleon III. in Auftrag gab. Es erinnert an die Verteidigung von Paris durch Moncey gegen die preußischen und russischen Truppen während der Schlacht bei Paris im Jahr 1814. Auf dem acht Meter hohen und mit Basreliefs verzierten Sockel wird dies durch eine von Amédée Doublemard geschaffene, sechs Meter hohe Bronzegruppe dargestellt. Mit der Realisierung dieses Denkmals wurde der Architekt Edmond Guillaume beauftragt.

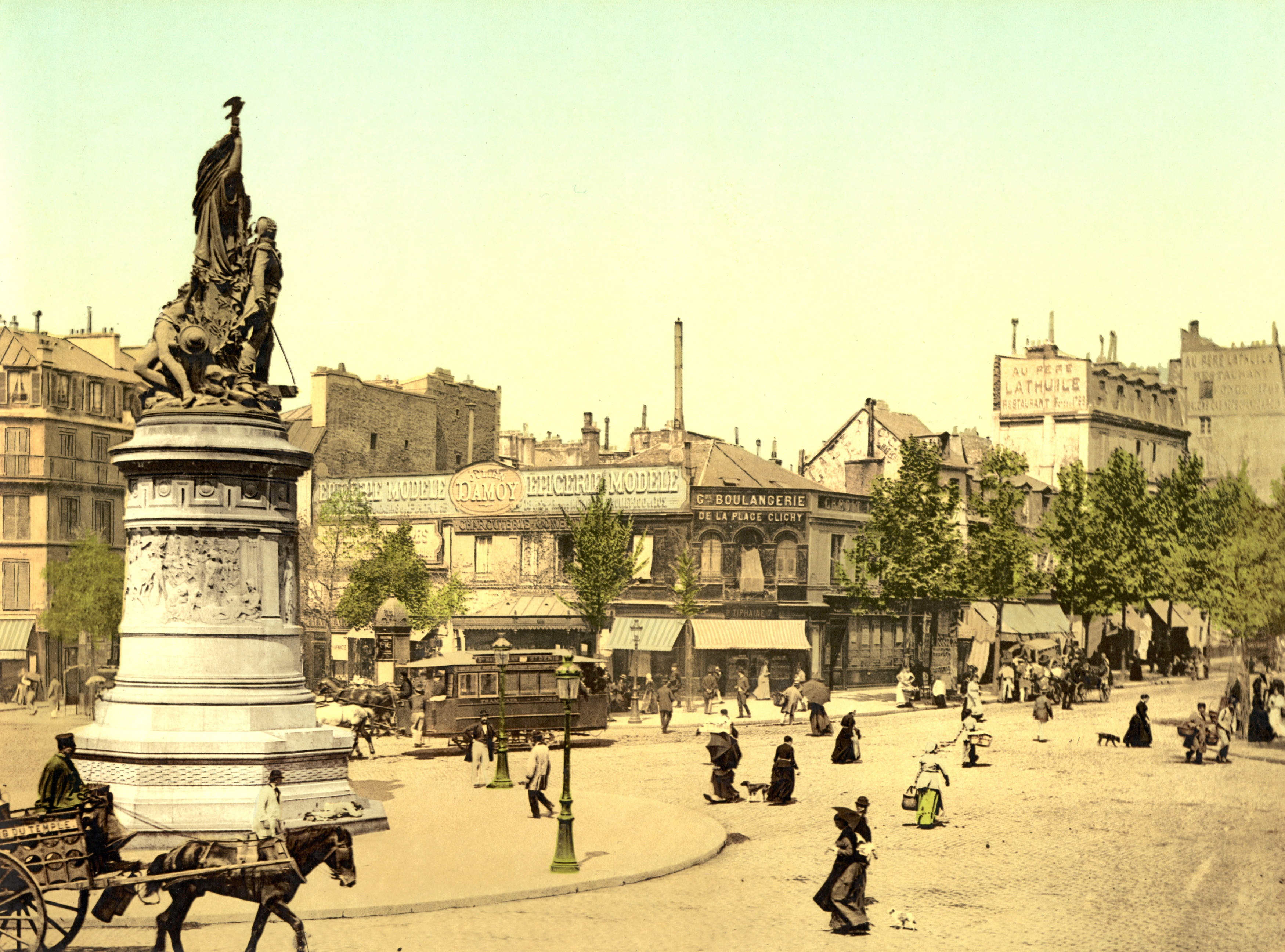
Place de Clichy um 1900
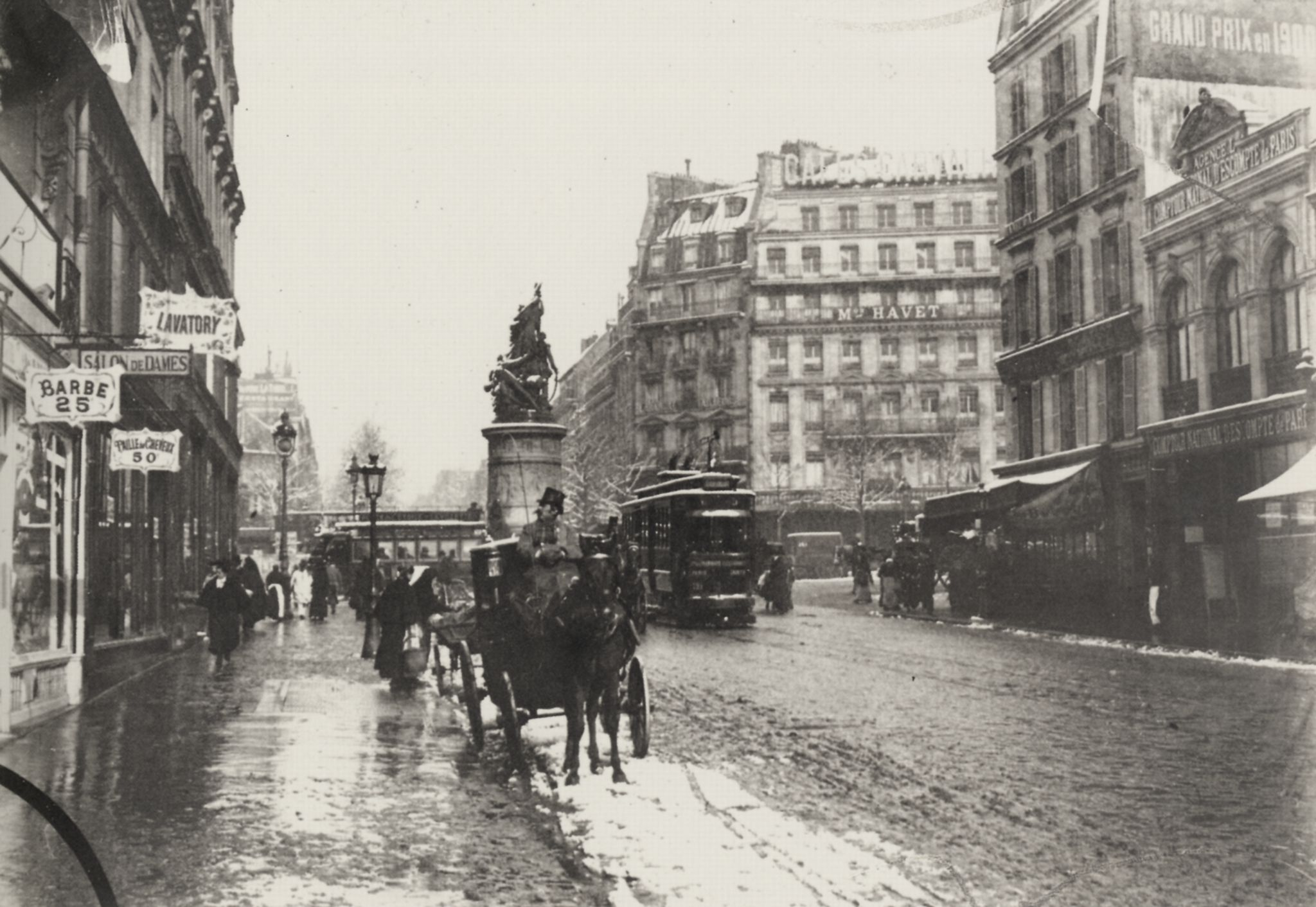
Place de Clichy von der Rue de Clichy aus gesehen
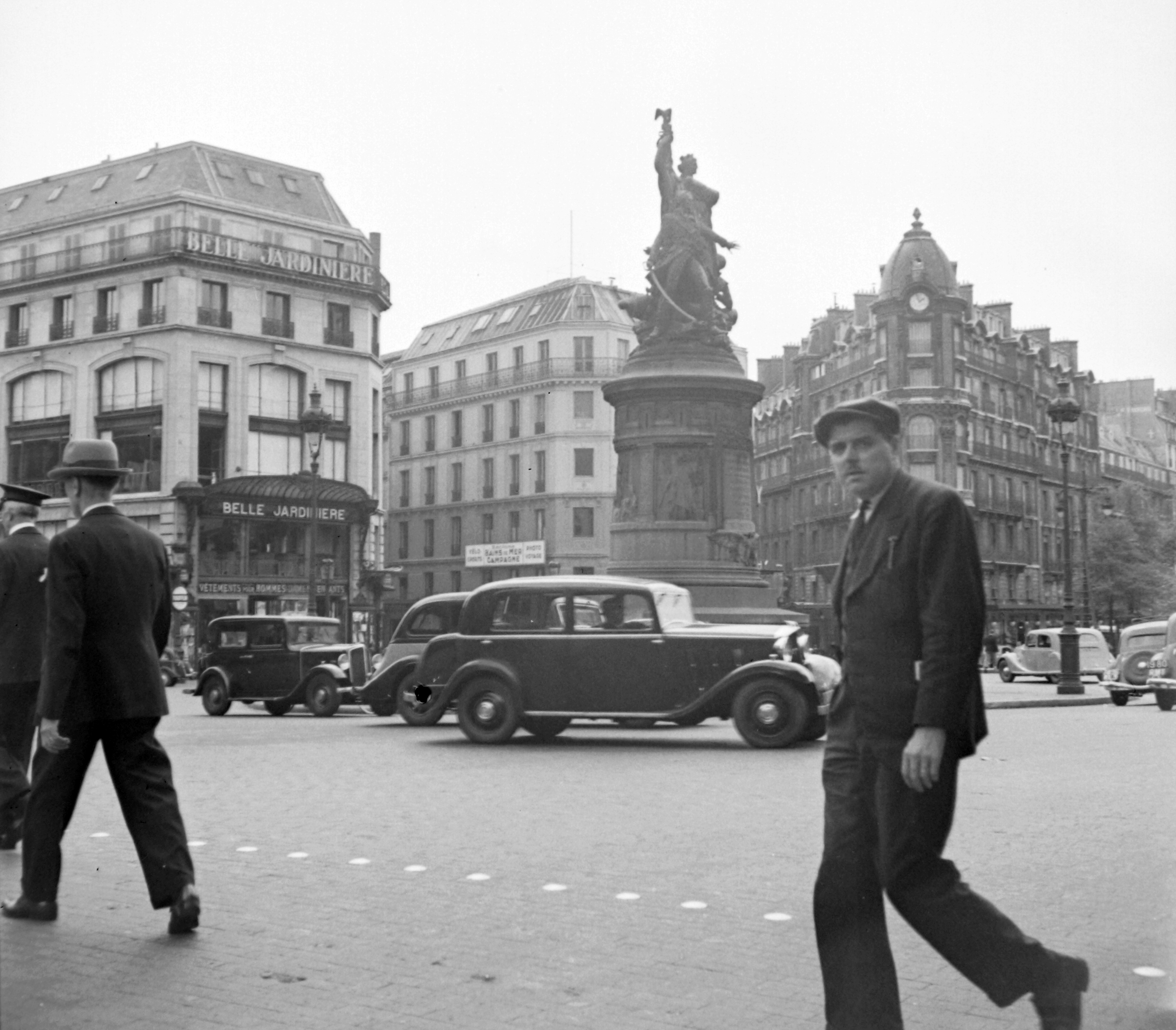
Place de Clichy (1939)

## Die Place de Clichy in der Kunst
- Pierre Bonnard präsentierte 1912 den Platz in einem Bild (Musée des Beaux-Arts et d’Archéologie de Besançon), gesehen von der Terrasse der Brasserie Wepler aus.[3]
- Michel Polnareff zitierte den Platz in einem Chanson mit dem Titel Rosy im Album Polnareff (1974).
- Der Platz kommt im Chanson Le Film de Polanski (Album Raconte-toi, 1975) des Singer-Songwriters Yves Simon vor: «Dans un ciné / Place de Clichy / Y avait un film / De Polanski / Pas Chinatown / Mais Cul-de-sac / Celui avec / La Dorléac […]».[4]
- Julien Clerc interpretierte in seinem Album Double Enfance (2005) ein Chanson mit dem Titel Place Clichy, das er komponierte und dessen Text von Gérard Duguet-Grasser stammt.
- Der Roman Voyage au bout de la nuit von Louis-Ferdinand Céline wird an der Place de Clichy mit Ferdinand Bardamus spontaner Entscheidung, in die Armee einzutreten, eröffnet.[5]
- Viele Szenen des Films Sie küßten und sie schlugen ihn von François Truffaut spielen in der Nähe des Platzes.
- Im Roman Stille Tage in Clichy beschwört Henry Miller sein Leben rund um die Place de Clichy am Wepler.
- Der Roman Ein Mann der schläft von Georges Perec endet an der Place de Clichy.
- Die Pariser Rapper Sexion d’Assaut nehmen in ihren Vorträgen oft Bezug auf den Platz; ein Mitglied der Gruppe wuchs dort auf.
- Szenen des Romans Oussama von Norman Spinrad spielen an der Place Clichy.

Place Clichy in der Malerei
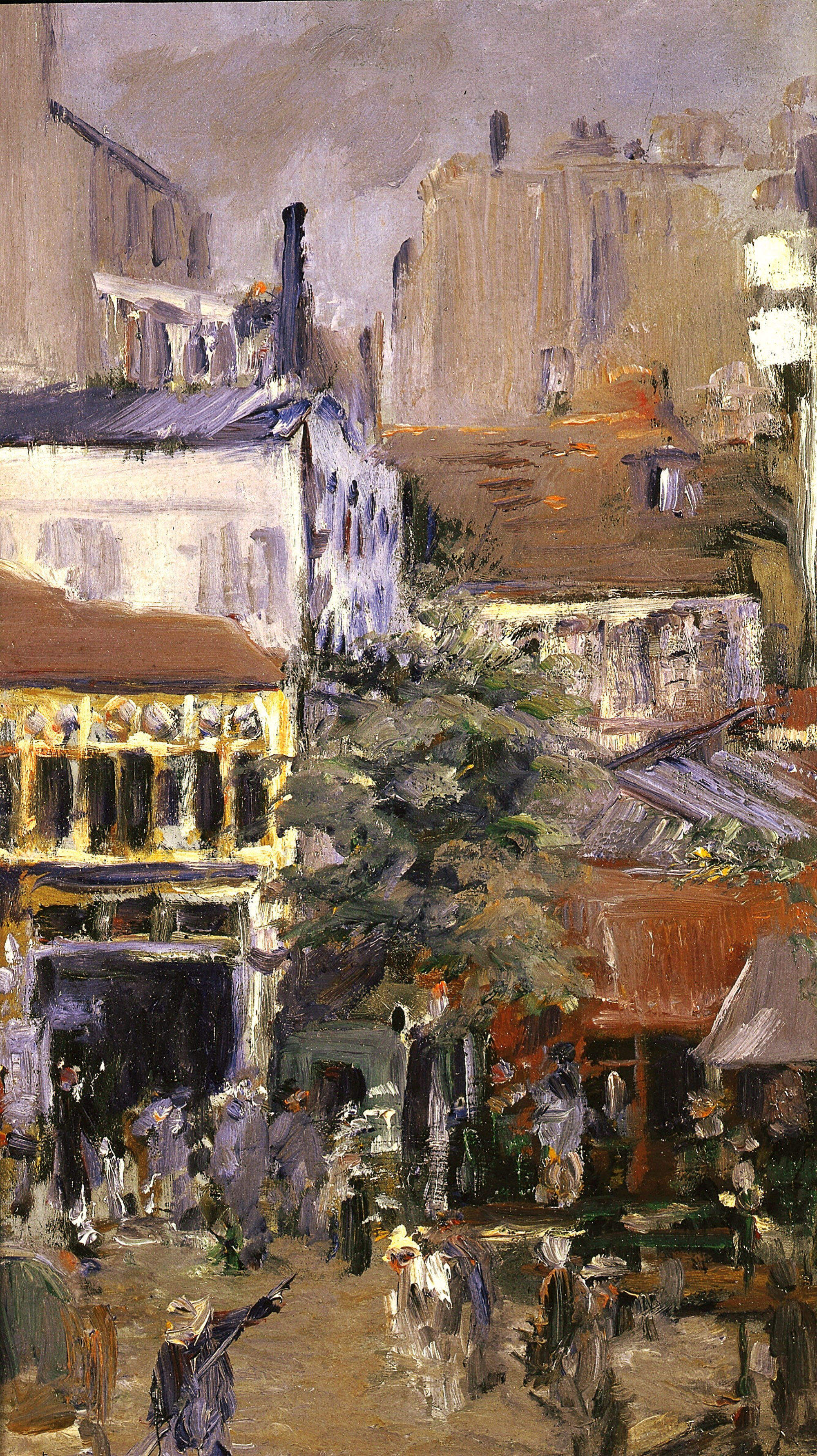
Place Clichy von Édouard Manet
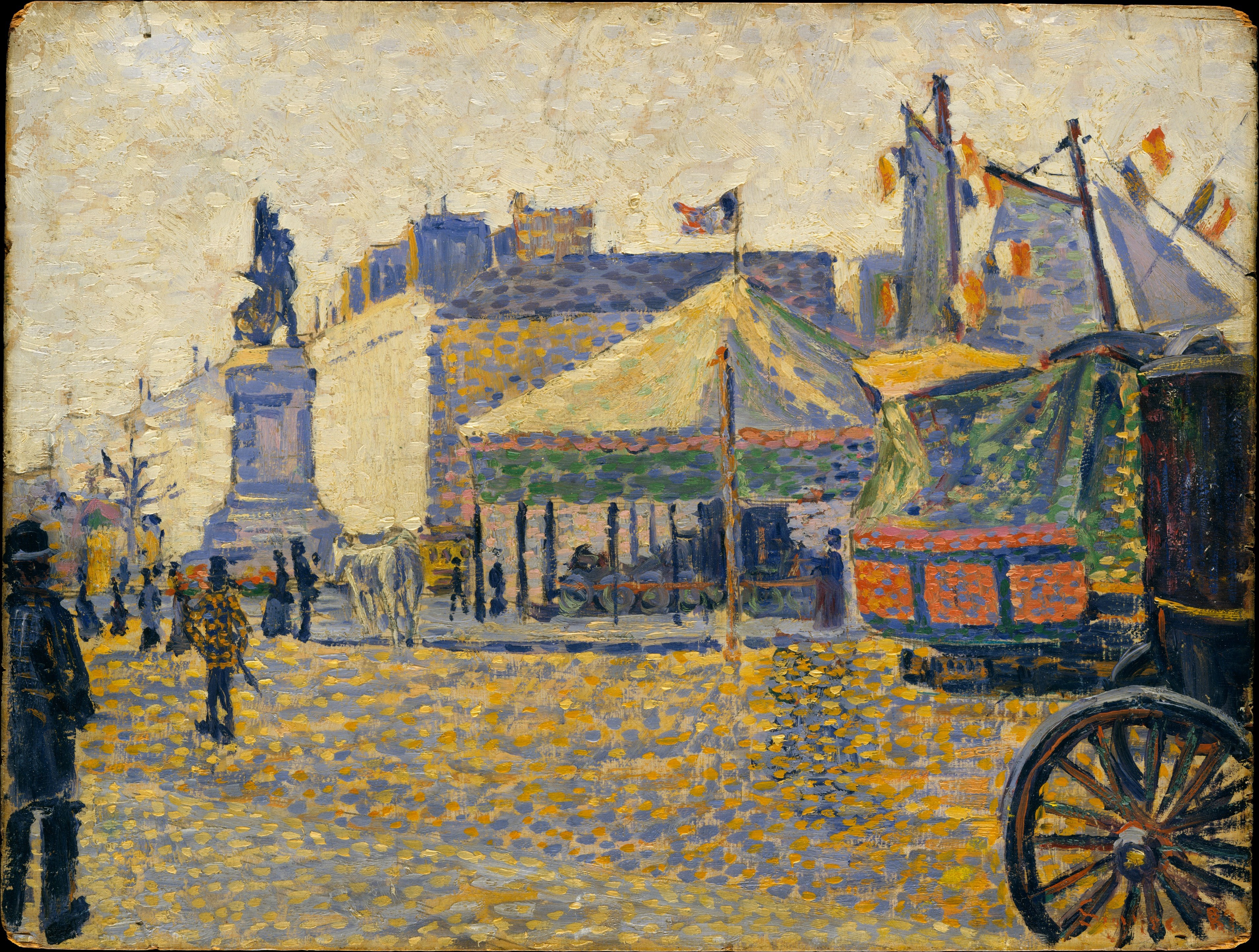
Place Clichy von Paul Signac